# Danses concertantes
Danses concertantes és una obra per a orquestra de cambra escrita el 1941–1942 per Ígor Stravinski, per encàrrec de l'Orquestra Werner Janssen de Los Angeles. El mateix Stravinski va dirigir l'estrena el 8 de febrer de 1942, menys de quatre setmanes després d’haver-la enllestida.
La música de Stravinski ha estat utilitzada per a ballets homònims per nombrosos coreògrafs atrets per la seva ballabilitat.

## Versions de Balanchine
El títol de l'obra orquestral de Stravinski deixa clara la seva intenció d'utilitzar-la per a espectacles de dansa. George Balanchine (1904–1983), el seu amic i col·lega el va prendre al peu de la lletra i va crear dues versions d’un ballet amb la seva música: una per al Ballet Russe de Monte-Carlo el 1944 i una altra per al New York City Ballet el 1972.

### Versió de 1944
Balanchine va coreografiar Danses concertantes com la seva primera obra nova per al Ballet Russe de Monte-Carlo, a l’inici de la seva col·laboració de dos anys amb aquesta companyia com a coreògraf. Va començar a treballar-hi a principis de l’estiu de 1944, mentre la companyia representava Song of Norway, una opereta per a la qual ell havia creat les danses i un ballet, a Los Angeles i San Francisco. Amb escenografia i vestuari dissenyats per Eugene Berman, Danses concertantes es va estrenar el 10 de setembre de 1944 al City Center of Music and Drama de Nova York, amb Robert Balaban com a director. El repartiment estava encapçalat per Alexandra Danilova i Frederic Franklin, les estrelles brillants i populars de la companyia. Una obra efervescent, començava i va acabava amb desfilades. "Entre ells", va escriure un observador, "va haver-hi diversos pas de trois rítmicament peculiars per a solistes de companyia i un pas de deux exigent per a Danilova i Franklin.  Les quatre variacions va ser ballades per Maria Tallchief, Nicholas Magallanes i Mary Ellen Moylan. John Martin, defensor de la dansa moderna, la va qualificar com "una feina enginyosa i un xic matemàtica de coreografia, gairebé totalment mancada de dansa." Edwin Denby, un entusiasta del ballet, va expressar una opinió contrària i en va elogiar l’"alegria" de l’obra.

### Versió de 1972
Gairebé tres dècades més tard, Balanchine va tornar a coreografiar Danses concertantes per al Festival Stravinsky del New York City Ballet el 1972. Es van tornar a crear els dissenys originals d'escenografia i vestuari d'Eugene Berman, i l'estructura de la peça era molt semblant, amb desfilades inicials i finals, una seqüència de pas de trois i un pas de deux. La coreografia, però, era en gran part diferent de l'original, tot i que mantenia un estil neoclàssic similar. Només la quarta variació era similar en estructura al pas de trois original. El repartiment incloïa Linda Yourth i John Clifford en els rols principals, amb el suport d’un conjunt de vuit dones i quatre homes. L'estrena es va celebrar el 20 de juny de 1972 al New York State Theatre del Lincoln Center. Robert Irving va dirigir l'orquestra. Un crític va assenyalar que la llegendària reputació de l'obra de 1944 "prometia una mica més que [l'obra de 1972] lliurada. Es van fer efectes, però ràpidament es van evaporar, generant una sensació de malestar o inconclusió". Una gravació de vídeo d'una actuació el 4 de maig de 1989 pel New York City Ballet, amb Darci Kistler i Robert LaFosse en els papers principals, està disponible a la Jerome Robbins Dance Division de la Biblioteca Pública de Nova York per a les arts escèniques.

## Versió de MacMillan
Kenneth MacMillan (1929–1992) va crear la seva versió de Danses concertantes el 1955 per al Sadler's Wells Theatre Ballet de Londres. Va ser la seva primera obra important, la seva primera per a la companyia Sadler's Wells, i la seva primera (d'un eventual de set) amb una partitura de Stravinski. Amb la seva decoració lluminosa i carnavalesca de Nicholas Georgiadis, llavors encara estudiant a la Slade School, es va estrenar el 18 de gener de 1955 al Sadler's Wells Theatre de Londres. John Lanchbery va dirigir l'orquestra. El repartiment incloïa Maryon Lane i Donald Britton en els papers principals, amb el suport de David Poole, Sara Neil, Gilbert Vernon, Annette Page, Donald MacLeary i Bryan Lawrence. La coreografia de MacMillan per a la suite de danses és aguda i punxeguda, amb dits assenyalats, ports de bras angulosos i canvis sobtats de direcció. "Hi ha una dansa general animada plena d’entrades i sortides per part de la companyia, un pas de trois, un solo esvalotat per a un ballarí, un adagio per a la ballarina amb cinc cavallers i un pas de deux. […] És una coreografia ràpida, àgil i contemporània, amb pinzellades de jive, revista, cinema i circ." Va ser un èxit immediat. Clement Crisp va escriure sobre l'actuació de la primera nit: "Encara recordo com l'ull es va burlar per les espurnes d'energia i l'originalitat salvatge que emetia el moviment, com els dissenys de Georgiadis fluïen i brillaven, com semblava brillant el jove repartiment". Ninette de Valois, directora artística del Sadler's Wells Ballet, també va quedar favorablement impressionada, ja que ràpidament va incorporar el ballet de MacMillan al repertori de la companyia principal de la Royal Opera House, Covent Garden.

## Versió de Christensen
Uns anys més tard, Lew Christensen (1909–1984) va crear la seva versió de Danses concertantes per al Ballet de San Francisco. Amb escenografia i vestuari dissenyats per Tony Duquette, es va estrenar el 13 d'octubre de 1959 a la War Memorial Opera House i va ser ben rebut per la crítica i el públic. Debra Sowell va assenyalar que "era un ballet dins d'un ballet en què els ballarins representaven tant els intèrprets com el públic" i Jack Anderson va observar més tard que Christensen "deixava que fos el públic qui decidís si l’argument lleuger era només un pretext per a la dansa o bé un comentari més intencionat sobre els ''espectacles'' que sovint muntaven les classes altes en les estrenes d’òpera.". El repartiment original de vint-i-dos de Christensen incloïa Nancy Johnson, Roderick Drew, Sally Bailey, Kent Stowell, Jocelyn Vollmar, Richard Carter, Virginia Johnson, Michael Smuin, Fiona Fuerstner i Julien Harris. Amb un repartiment posterior, que incloïa Attila Ficzere, Vane Vest, Damara Bennett, Roberta Pfeil, Betsy Erickson i John McFall, va ser filmat amb finalitats d'arxiu el 29 de març de 1976 a la War Memorial Opera House de San Francisco; la gravació de vídeo es pot veure a la Jerome Robbins Dance Division de la New York Public Library for the Performing Arts.

## Altres versions
La informació bàsica sobre totes les obres enumerades aquí es pot trobar a la base de dades de danses amb música de Stravinski compilada per Stephanie Jordan i Larraine Nichols i es presentava al lloc web de la Universitat de Roehampton, Londres.
- Job Sanders (1929–2008), un coreògraf holandès, va crear la seva versió de Danses concertantes el 1964 per al Nederlands Dans Theatre de la Haia. Amb dissenys d'Anne Hyde, va tenir la seva primera actuació el 26 de maig de 1964.[19]
- Todd Bolender (1914–2004) va crear la seva versió el 1964 per a la companyia de ballet del Būhnen der Stadt Köln (Ballet de Colònia) a Alemanya. Amb vestuari d'Ed Wittstein i un repartiment liderat per Ute Reusch, Hans Kressing, Petra Troitzsch i Riccardo Duse, es va estrenar el 9 de juliol de 1964 a l'Opernhaus de Colònia.[20]
- Félix Blaska (nascut el 1941), un coreògraf polonès-francès, va crear la seva versió el 1968 per al Ballet-Théâtre Contemporaine de recent creació a Amiens, França. Amb dissenys de Sonia Delaunay, es va estrenar el 4 de desembre de 1968. Es va traslladar al repertori de Les Ballets de Félix Blaska l'any 1969.[21]
- Leonid Yakobson (1904–1975) va crear la seva versió el 1971 per a la seva companyia, Choreographic Miniatures, a Leningrad, Rússia.[22]
- John Taras (1919–2004) va crear la seva versió el 1971 per a la Deutsche Oper Berlin. Amb dissenys de Georges Wakhévitch i amb Didi Carli i Klaus Beelitz en els papers principals, es va representar per primera vegada l'1 de desembre de 1971. Estava preparat per a una parella protagonista, tres trios i un grup d'acompanyament de sis ballarins.
- Fernand Nault (1920–2006), canadenc francès, va crear la seva versió el 1972 per a Les Grands Ballets Canadiens a Mont-real, Quebec. Amb Sonia Taverner i Vincent Warren al capdavant d'un repartiment de vuit ballarins, es va representar per primera vegada al Théâtre Maisonneuve de la Place des Arts. Una obra alegre, va ser reviscuda per al Colorado Concert Ballet el 1977.
- Leslie White (1936–2009), un coreògraf australià, va crear la seva versió per al Queensland Ballet el 1978. Sota el títol A Little of What You Fancy, es va representar per primera vegada el 6 de setembre de 1978 al SG10 Theatre de Brisbane.[23]
- Nils Christe (nascut el 1949), un coreògraf holandès, va crear la seva versió a principis de la dècada de 1990 per al Ballet Scapino de Rotterdam. Amb dissenys de Keso Dekker, va ser una obra sense arguments d'estil neoclàssic. Va ser reviscut a Hèlsinki el 1989.[24]
- Giuseppi Urbani (1928–2007), un coreògraf italià, va crear la seva versió el 1987 per a la Compagnia Artedanza de Roma. Es va representar per primera vegada el setembre de 1987 al Teatre La Cometa de Roma.[25]
- Michael Corder (nascut el 1955), un coreògraf britànic, va crear la seva versió el 1993 per al Ballet de Hong Kong i la va tornar a reproduir l'any 2000 per al Ballet de Boston.[26]
- Mark Baldwin (nascut el 1954), un coreògraf britànic, va crear la seva versió el 1998 per a la Cisne Negro Cia de Dança de São Paulo, Brasil. Coreografiat per a tretze ballarins, va ser reviscut per a Images of Dance el 2000 i per a la Mark Baldwin Dance Company el 2001.